# 王秀楚
王秀楚，明末清初人，揚州秀才，曾任史可法的幕僚，是揚州十日的親歷者以及倖存者，他將自己的見聞以及親身經歷寫成《扬州十日记》一書。

## 相關閱讀
- 《揚州十日記》
- 揚州十日
- 嘉定三屠
- 明末清初屠殺事件